# Solo una vez (película)
Solo una vez es una película española de género dramático estrenada en 2021 basada en la obra teatral escrita por Marta Buchaca Solo una vez estrenada en 2018. El director canario Guillermo Ríos Bordón debutó por primera vez como director de largometraje, siendo este protagonizadado por Álex García, Ariadna Gil y Silvia Alonso. Fue la única película española que fue a concurso en la quinta edición del Festival Internacional de Cine de Barcelona-Sant Jordi en 2021 (BCN Film Fest).

## Sinopsis
Laura es una psicóloga que trabaja en un centro donde ayuda a mujeres que sufren o han sufrido de violencia de género, quien a su vez está siendo acosada por el marido de una de sus pacientes. Ante esta situación, debe enfrentarse a Eva (Silvia Alonso) y Pablo (Álex García) una pareja que tiene una serie de situaciones y que involucran directamente a Pablo de haber maltratado a su mujer. Es por esto que deciden ir a consulta por primera vez y es entonces cuando se encuentran con Laura.

## Reparto
- Ariadna Gil como Laura
- Álex García como Pablo
- Silvia Alonso como Eva[5]
- Isa Montalbán como Lucía

## Producción y rodaje
El guion escrito por la dramaturga y guionista Marta Buchaca, antes de convertirse en una película fue una obra de teatro en 2018. Con la distribución de A Contracorriente Films y una producción por parte de Álamo Producciones Audiovisuales y Radio Televisión Canaria. La música está originalmente compuesta por Carlos Arocha, Daniel Ferreiro y Gonzalo Álvarez Gil, la fotografía fue obra de Roberto Ríos y el vestuario por Saioa Lara. El rodaje tuvo una duración de tres semanas en la capital Santa Cruz de Tenerife de la isla de Tenerife por un equipo canario entre el 17 de febrero hasta el 6 de marzo de 2020.

## Estreno
Fue presentada el 17 de abril de 2021 en la quinta edición del Barcelona Film Fest. El estreno en más de 60 salas de cine por toda España fue el 11 de junio de 2021. La película no está recomendada para menores de 16 años. La misma es recomendada para el fomento de la igualdad de género. 

## Recepción
La película recaudó 27.816,60 de euros en los cines de España y tuvo un total de 5.431 espectadores en salas de cine en 2021. La cinta obtuvo diversas críticas por parte de medios digitales españoles como los Fotogramas, El País, 20 minutos y el Diario de Mallorca.

## Premios
La actriz Silvia Alonso y el actor Álex García recibieron cada uno una nominación en los Premios de Cine Independiente - Blogos de Oro 2022 que se celebraron el 27 de marzo de 2022 virtualmente. La película obtuvo una nominación en La XIV Gala de los Premios Gaudí de la Acadèmia del Cinema Català. En 2021 recibe una nominación a Mejor Guion Original en el Certamen Nacional de Largometrajes 'Ópera Prima' de la Sección Competitiva del Festival Internacional de Cine de Almería (FICAL).
| Categoría | Receptor      | Resultado |
| Mejor Actriz de Reparto - IX Gala de Blogos de Oro 2022 | Silvia Alonso | Nominada  |
| Mejor Actor Principal - IX Gala de Blogos de Oro 2022 | Álex García   | Nominado  |
| Mejor Película en Lengua no Catalana - XIV Premios Gaudí de la Acadèmia de Cinema Catalá                                                                    | Solo una vez  | Nominada  |
| Mejor Guion Original en el Certamen Nacional de Largometrajes 'Ópera Prima' de la Sección Competitiva del Festival Internacional de Cine de Almería (FICAL) | Marta Buchaca | Ganado    |